# Stephen Mather Wilderness
Die Stephen Mather Wilderness ist ein 634.614 Acres (256.819 ha) großes Wildnisgebiet, das zu Ehren von Stephen Mather benannt ist, dem ersten Direktor des National Park Service. Es liegt teilweise im North Cascades National Park, teils im Lake Chelan National Recreation Area und teils im Ross Lake National Recreation Area in den North Cascades im US-Bundesstaat Washington. Der nächstgelegene Ort ist Marblemount, ca. 4 mi (6,4 km) südwestlich der Gebietsgrenze.

## Geographie
Das Gebiet wird grenzt an
- die Pasayten Wilderness im Nordosten,
- die Mount Baker Wilderness im Nordwesten
- die Noisy-Diobsud Wilderness im Westen
- die Glacier Peak Wilderness im Südwesten und
- die Lake Chelan-Sawtooth Wilderness im Südosten.[1]

Die Stephan Mather Wilderness besteht aus drei Einheiten: 505.000 Acres (204.366 ha) des North Cascades National Park, welcher insgesamt 504.614 Acres (204.210 ha) ausgewiesener Wildnis umfasst; 117.600 Acres (47.591 ha) des Ross Lake National Recreation Area, eines schmalen Stückes Land genau östlich des Nationalparks, das 74.000 Acres (29.947 ha) ausgewiesener Wildnis enthält; 62.000 Acres (25.091 ha) des Lake Chelan National Recreation Area, an der Südost-Ecke des Nationalparks gelegen, mit 56.000 Acres (22.662 ha) ausgewiesener Wildnis.

## Fauna
Die Stephen Mather Wilderness bietet geschützte Lebensräume für eine Vielzahl an Tierarten, darunter Wapiti, Maultierhirsch, Wolf, Schneeziege, Elch und Dickhornschaf. Außerdem kommen Vielfraße, Fledermäuse, Enten, Habichte und Sperber, Eulen, Frösche, Seetaucher, Streifenhörnchen, Kojoten, Eichhörnchen, Bären, Falken und Adler verbreitet vor.
Es wurden etwa 28 Arten und Unterarten an Fischen in den Einzugsgebieten von Skagit, Nooksack und Chilliwack River nachgewiesen, darunter die gefährdete Stierforelle und anadrome Küsten-Cutthroat-Forellen, Dolly-Varden-Forellen, Steelhead-Forellen sowie fünf Lachsarten.
Zu den bedrohten und gefährdeten Tierarten des Gebietes gehört neben der Stierforelle auch der Nördliche Fleckenkauz.

## Tourismus
Zu den üblichen Aktivitäten in der Stephen Mather Wilderness gehören Wandern, Camping, Naturbeobachtung, Klettern und Jagen. Es gibt etwa 390 mi (628 km) Wanderwege im Wildnisgebiet, darunter den Pacific Crest Trail, welcher den Südosten auf etwa 13 mi (21 km) durchquert. Ein Großteil des Gebietes kann nur über mehrtägige Wanderungen erreicht werden, welche durch die Entlegenheit und Weglosigkeit oft mit Klettertouren verbunden sind.